# سودرا سوفی‌لوند
سودرا سوفی‌لوند (به سوئدی: Sofielund) یک منطقهٔ مسکونی در سوئد است که در بخش مالمو واقع شده‌است. سودرا سوفی‌لوند ۴٬۴۷۸ نفر جمعیت دارد.